# Tellyesniczky Kálmán
Tellyesniczky Kálmán (Élesd, 1868. március 25. – Szentendre, 1932. február 9.) orvosdoktor, anatómus, egyetemi tanár, a budapesti I. bonctani tanszék első segéde.

## Élete
Tanulmányait a Budapesti Tudományegyetem Orvostudományi Karán végezte, ahol mint hallgató hisztológiai és anatómiai pályadíjakat nyert. Orvosi oklevelét 1892-ben Budapesten nyerte el és 1899-ben egyetemi magántanár, majd a bonctani intézetnek adjunktusa és a királyi magyar iparművészeti iskola művészet-boncolástani tanára lett. Később a II. egyetemi bonctani intézetben működött és 1906-tól címzetes rendkívüli tanár volt. 1909-től helyettes, majd 1911 és 1929 között nyilvános rendes tanárként alkalmazták, egyúttal vezette a budapesti II. anatómiai tanszéket. Öngyilkosságot követett el.
Elsősorban szövettani vizsgálatokat végzett, kutatásai kiterjedtek a sejthártya kérdésére, illetve a Sertoli-féle sejtek működésének tisztázásán is dolgozott. Egy olyan szövettani fixáló folyadékot állított össze, amelyet napjainkban is használnak. A képzőművészeknek anatómiai előadásokat tartott. Toldt boncolástani atlaszát (I – VI., Bp., 1912) ő rendezte sajtó alá rendezte magyar nyelven.
Cikkeket írt a Természettudományi Közlönybe (1889-től) és más hazai és külföldi német szakfolyóiratokba,

## Munkái
- Összenövesztett állatok. Budapest, 1898. (Különnyomat a Természettudományi Közlönyből).
- Az ikrek keletkezéséről. Budapest, 1899. (Különnyomat a Természettudományi Közlönyből).
- Az emberi test szépségeiről. Budapest, 1900. Fénynyom. szöveg-képekkel.
- Művészeti bonczolástan az emberi test formáinak ismertetése. Művészek és a művészet iránt érdeklődők számára. Számos eredeti fametszettel és színnyomatú táblával. A vallás- és közoktatási miniszterium segélyével. Budapest, 1900
- Die Entstehung der Chromosomen, Evolution oder Epignese? Mit 22 Figuren im Texte. Berlin, Wien, 1907.
- Az emberboncolás tankönyve. Budapest, 1919.